# Donald B. Redford
Donald B. Redford (Toronto, Canadá, 2 de septiembre de 1934-18 de octubre de 2024) fue un influyente egiptólogo y arqueólogo canadiense, profesor de Estudios Antiguos y Clásicos Mediterráneos, en la Universidad Estatal de Pensilvania hasta su jubilación en 2024.

## Carrera profesional
Redford es licenciado, máster y doctor por la Universidad McGill y la Universidad de Toronto. Ha dirigido varias excavaciones importantes en Egipto, principalmente en Karnak y Mendes. Junto con su esposa Susan, es director del Akhenaten Temple Project. 
Redford también es autor de algunas polémicas teorías con respecto a la Biblia y la Historia. Expone que las vivencias de los Hicsos en Egipto, constituyen el núcleo central de los mitos de la cultura cananea, llevados a la historia de Moisés. Argumenta que muchos de los detalles de la historia del Éxodo son más coherentes en el siglo VII a. C., mucho tiempo después de la época de rey David, y antes de cuando es descrito el acontecimiento. Esta visión fue expuesta en The Bible Unearthed, escrita por Israel Finkelstein y Neil Silberman.
Su trabajo para descubrir los cimientos de uno de los templos de Ajenaton fue el tema de un documental de una hora de duración del National Film Board of Canada en 1980, The Lost Pharaoh: The Search for Akhenaton.

## Publicaciones
- History and Chronology of the 18th dynasty of Egypt: Seven studies. Toronto: University Press, 1967.
- Akhenaten: The Heretic King. Princeton: University Press, 1984
- Pharaonic King-Lists, Annals, and Day-Books: A Contribution to the Study of the Egyptian Sense of History, SSEA Publication IV (Mississauga, Ontario: Benben Publications) 1986
- Egypt, Canaan, and Israel in Ancient Times. Princeton: Princeton University Press, 1992. ISBN 0-691-00086-7.
- The Wars in Syria and Palestine of Thutmose III, [Culture and History of the Ancient Near East 16]. Leiden: Brill, 2003. ISBN 90-04-12989-8